# Malouy
Malouy – miejscowość i gmina we Francji, w regionie Normandia, w departamencie Eure.
Według danych na rok 1990 gminę zamieszkiwało 125 osób, a gęstość zaludnienia wynosiła 40 osób/km² (wśród 1421 gmin Górnej Normandii Malouy plasuje się na 773 miejscu pod względem liczby ludności, natomiast pod względem powierzchni na miejscu 833).